# 볼로냐도

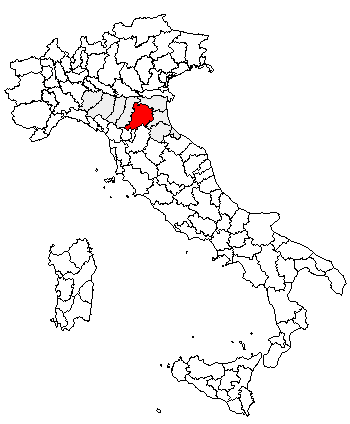
에밀리아로마냐 주와 볼로냐 도

볼로냐도(이탈리아어: Provincia di Bologna)은 이탈리아 북부 에밀리아로마냐주에 있던 도다. 면적 3,702 km2, 인구 944,297(2005). 도청은 볼로냐에 있으며, 60개의 자치단체(이탈리아어: comune)가 있다. 2015년 1월 1일을 기해 볼로냐 광역시로 개편되었다.

## 같이 보기
- 볼로냐 광역시